# Schota Rustaweli

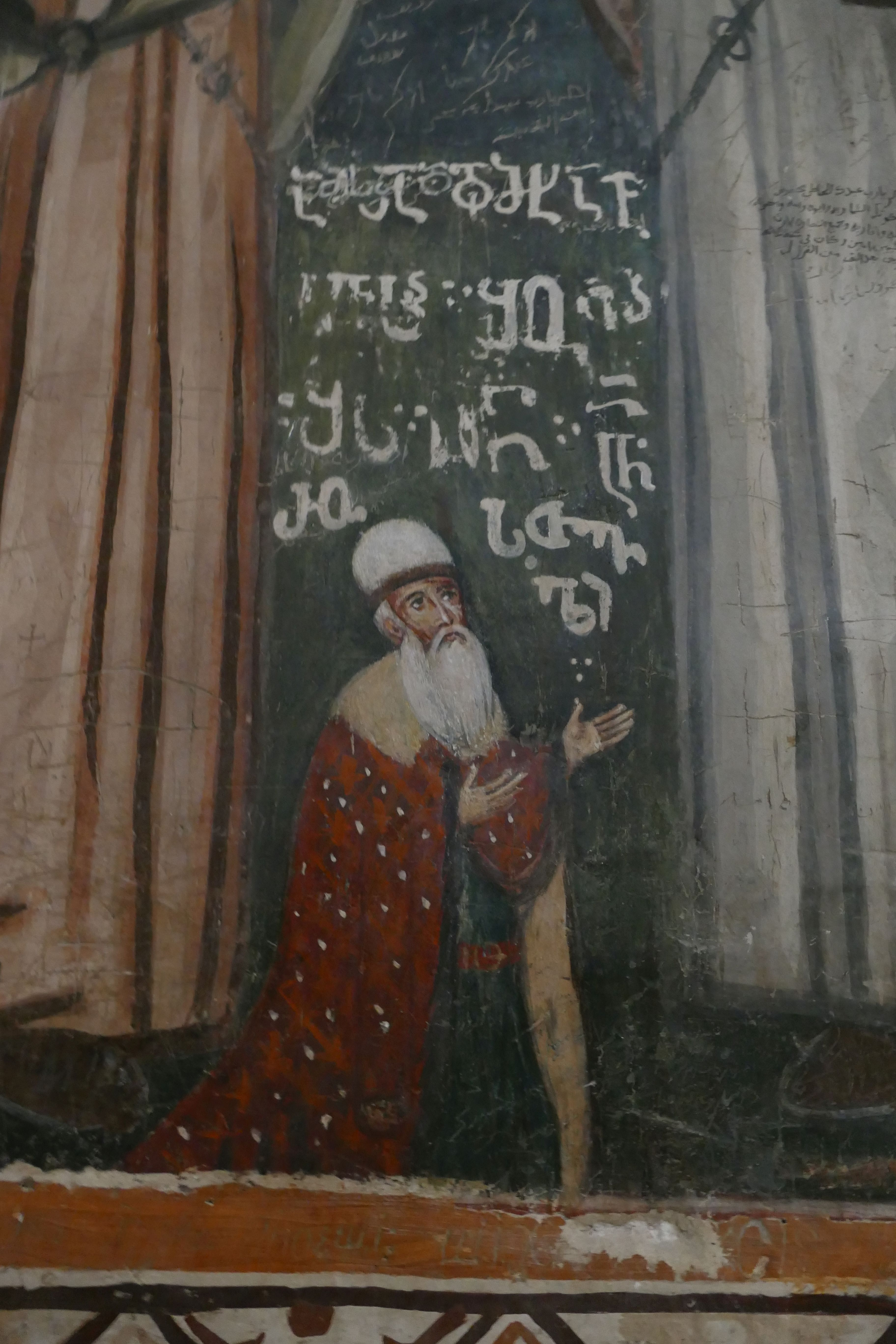
Zeitgenössisches Fresko mit einer Darstellung Schota Rustawelis im Kreuzkloster von Jerusalem

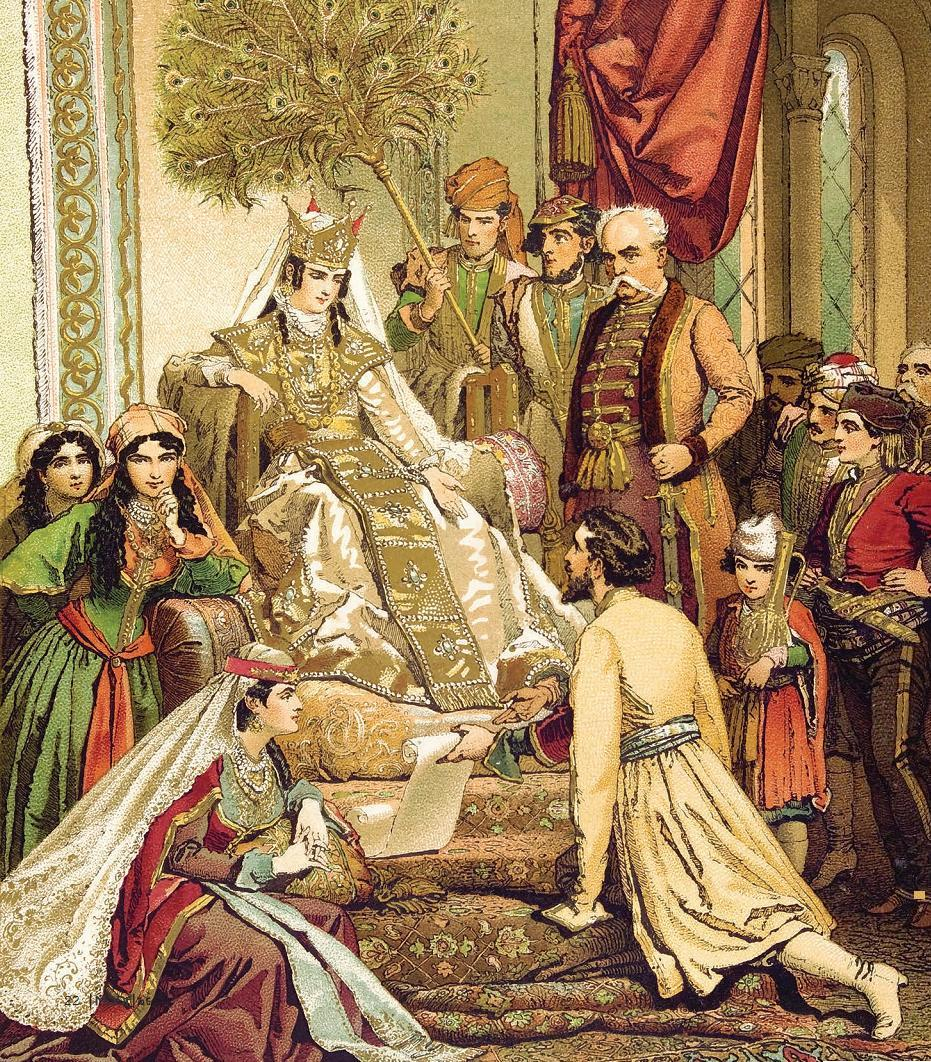
Schota Rustaweli widmet sein Nationalepos der Königin Tamara, Gemälde von Mihály Zichy, 1880

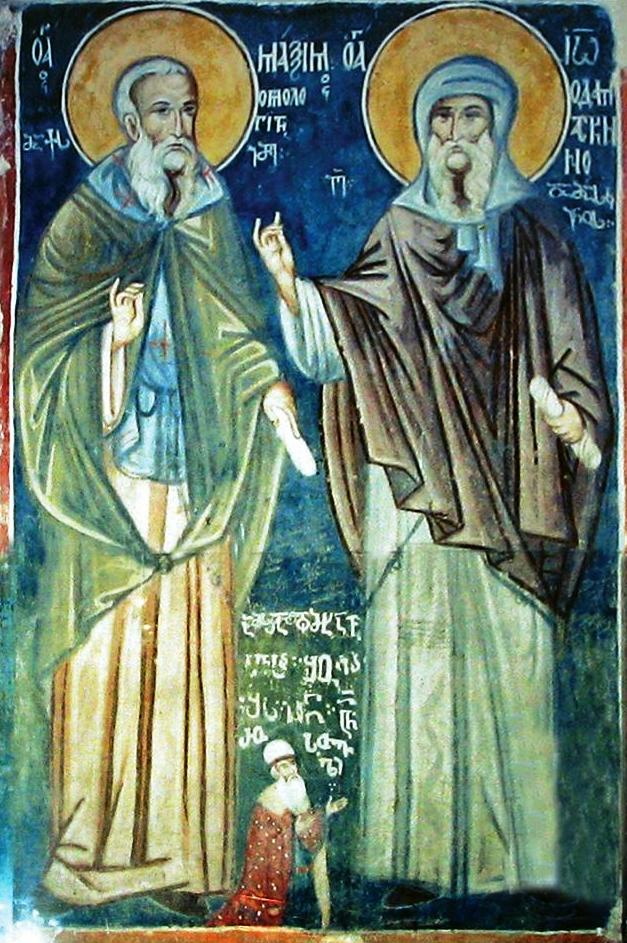
Fresko mit Fantasiebildern von Johannes von Damaskus und Maximus Confessor, darunter angeblich Rustaweli (Kreuzkloster in Jerusalem, um 1200; Detailansicht dieses Ausschnittes siehe oben)

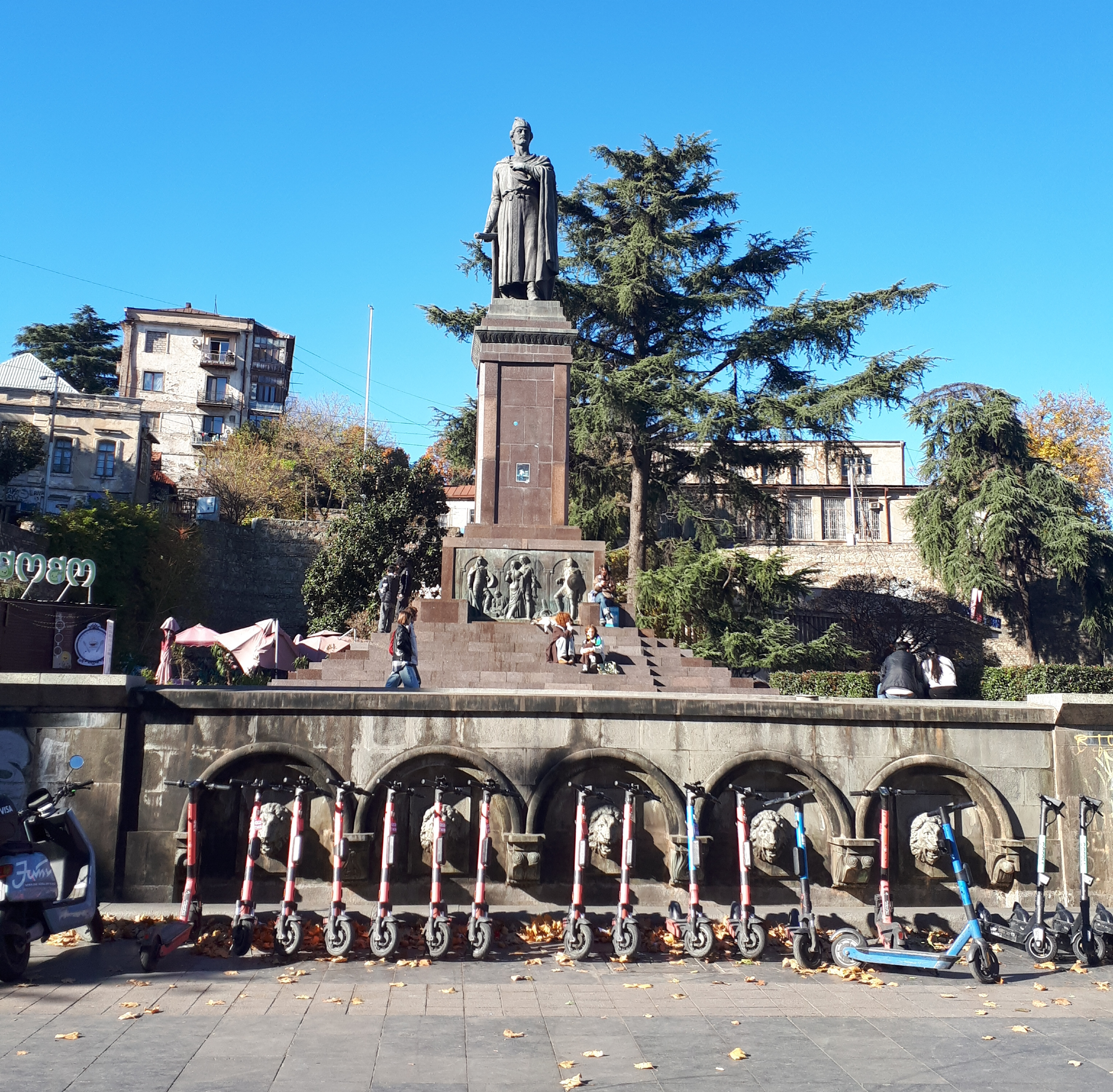
Rustaweli-Denkmal am Rustaweli-Platz in Tiflis

Schota Rustaweli (შოთა რუსთაველი; * etwa 1172 in Rustawi, Georgien; † etwa 1216 in Jerusalem) war ein georgischer Dichter und einer der bedeutendsten Literaten des Mittelalters. Er schrieb das höfische Epos Der Recke im Tigerfell oder „Der Ritter im Tigerfell“ (georgisch Vepkhis t’q’aosani, d. h. der Tigerfelltragende). Das Manuskript dazu wurde im Jahr 2013 zum Weltdokumentenerbe erklärt.

## Leben
Rustaweli soll als Kind beide Eltern verloren haben und wuchs bei einem Onkel auf, der Mönch war. Er war ein georgischer Fürst und Finanzminister der Königin Tamar von Georgien. Sein Nachname bedeutet entweder „Eigentümer des Rustawi-Besitzes“ oder „aus Rustawi stammend“.
Es sind nur wenige Einzelheiten über sein Leben bekannt. Sein Geburts- und Todesdatum sind unbekannt. Er studierte Griechisch, nahm an den Feldzügen seiner Königin teil, lebte später in Jerusalem und ließ dort die Säulen im georgischen Kreuzkloster renovieren. Neben seinem Staatsamt betätigte er sich auch als Philosoph und Astrologe.
Seine Dichtung spiegelt chinesische, persische und klassisch-antike Philosophie wider. Platon, König David und Mohammed werden im Epos namentlich erwähnt.
Zwischen 1196 und 1207 schrieb Rustaweli im königlichen Auftrag das Epos Der Recke im Tigerfell. Es schildert Ritterlichkeit und Edelmut, die sich über Religion und Nation erheben. Königin Tamar war von dem Werk begeistert und entlohnte den Autor großzügig. Es wurde Teil der georgischen Volksdichtung und über Jahrhunderte von Generation zu Generation schriftlich und mündlich überliefert.
Es ist nicht genau bekannt, ob es sich bei der Kleidung (Fell) des Protagonisten um die eines Tigers, Panthers oder Pardels handelt, weil sich nicht mehr nachprüfen lässt, was Rustaweli und seine Mitbürger seinerzeit unter dem Wort „wepchi“ bzw. „vepkhi“ verstanden.
Angeblich war Rustaweli ein Liebhaber der Königin Tamar und soll nach Jerusalem ins Exil gesandt worden sein, als sie David Soslan heiratete. Er wurde unter einer Säule in der Kirche des Jerusalemer Kreuzklosters begraben. Das Kloster enthält ein zeitgenössisches Fresko, auf dem neben zwei Heiligen auch eine Figur abgebildet ist, bei der es sich vermutlich um Rustaweli handelt. Das Fresko wurde im Juli 2004 durch Vandalismus mehrfach schwer beschädigt.
Georgiens Präsident verleiht als höchste staatliche Auszeichnung auf den Gebieten Literatur, Kunst und Architektur den Schota-Rustaweli-Staatspreis. Er ist mit 8.000 georgischen Lari dotiert. Der größte Boulevard von Tiflis ist der Rustawelis Gamsiri mit der Metro-Station gleichen Namens. Es gibt das Staatliche Akademische Theater Schota Rustaweli, die Staatliche Schota-Rustaweli-Universität in Batumi und das Schota-Rustaweli-Institut für georgische Literatur der Georgischen Akademie der Wissenschaften. Sein Porträt ist auf der Vorderseite des georgischen 100-Lari-Geldscheins abgebildet. Nach dem Dichter wurde ein 4.860 m hoher Gipfel im Großen Kaukasus, der Asteroid (1171) Rusthawelia und ein Krater auf Merkur benannt. In Taschkent steht in der Rustaweli-Straße ein Rustaweli-Denkmal.